# OBSL1
OBSL1‏ (Obscurin like 1) هوَ بروتين يُشَفر بواسطة جين OBSL1 في الإنسان.